# Turbomeca Astazou
Le Turbomeca Astazou est une lignée de turbomoteurs français à grand succès, déclinés en versions turbines à gaz ou turbopropulseurs,. L'ingénieur essentiellement responsable de son développement était G. Sporer.
Comme d'habitude avec les moteurs Turbomeca de cette époque, celui-ci reçut le nom de deux sommets des Pyrénées. Une version simplifiée fut construite par Agusta, le Turbomeca-Agusta TA.230.

## Conception et développement

### Les premières versions
La version d'origine avait une masse de 110 kg et développait une puissance de 320 ch (240 kW) à une vitesse de rotation de 40 000 tr/min. Mis en route pour la première fois en 1957, il fut admis au service actif 29 mai 1961, après une séquence de tests de 150 heures.
La conception de base de l’Astazou monocorps prévoyait un compresseur à deux étages, le premier étant axial et le deuxième centrifuge. Il possédait une chambre de combustion annulaire, de laquelle les gaz de combustion se dirigeaient vers une turbine axiale à trois étages. Le régime de fonctionnement maximal fut ultérieurement porté à 43 500 tr/min.
La version Astazou IIA fut dérivée de l’Astazou original pour être utilisée par des hélicoptères. En 1993, on dénombrait 2 200 exemplaires produits de ce moteur, et il était toujours sur les chaînes de montage en 2007. Toutefois, beaucoup d'appareils équipés de ce moteur, en particulier les plus lourds, ont été ensuite remotorisés avec des matériels plus puissants.
Les turbomoteurs de série étaient dotés d'une boîte à engrenages réducteurs à l'avant de l'entrée d'air, engrenages qui réduisaient la vitesse de rotation de l'hélice à 1 800, 2 080, 2 200 ou 2 400 tr/min, ou 600 tr/min pour la version hélicoptère. Le moteur se contrôlait automatiquement, le pilote n'ayant qu'à sélectionner la vitesse de rotation désirée.

### Les évolutions au fil des années
À partir de l’Astazou X, le moteur reçut un second étage de compresseur axial. Cette version était celle du Potez 840. Les Astazou XIV et XVI furent également rendus disponibles sur le marché par Rolls-Royce Turbomeca International Ltd. respectivement sous les désignations AZ14 et AZ16. La puissance fut constamment augmentée avec les années qui suivirent, l’Astazou XVIIIA équipant le prototype SA.360-001 du SA.360 Dauphin développant 1 050 ch. L’Astazou XX reçut un troisième étage de compresseur axial, améliorant encore le taux de compression et permettant d'atteindre la puissance de 1 460 ch (1 075 kW) désirée pour une utilisation comme turbopropulseur. Le dérivé XXB, utilisé dans le SA.361H Dauphin monomoteur, avait une puissance de 1 418 ch (1 043 kW).

## Caractéristiques techniques: Exemple de l’Astazou XVI
L'entrée d'air située derrière le boîtier d'engrenages utilise un système de dégivrage fonctionnant à l'air chaud. Les deux étages axiaux du compresseur sont des disques aubagés monoblocs (ou « blisk », en anglais), et sont toujours suivis de l'étage centrifuge. L'arbre central est en mouvement sur des roulements à billes.
Le flux d'air à travers la chambre de combustion suit un cheminement « en S », le carburant étant ajouté de façon centrifuge par un disque atomiseur rotatif.
Les ailettes des trois étages de turbine, également conçues selon la technique des disques aubagés monoblocs, sont refroidies par de l'air venant de l'intérieur du moteur. La tuyère est installée avec un cône intérieur.
Les systèmes auxiliaires sont fixés sur une plaque-support derrière l'entrée d'air, qui possède également les connexions nécessaires pour la génératrice/démarreur de mise en route du moteur, les pompes à huile et carburant, le système de contrôle de régime moteur et le tachymètre. Il y a également d'autres prises pour un générateur de courant alternatif et une pompe hydraulique. Le moteur complet est maintenu en seulement trois points : deux tourillons à l'avant gauche et droite du carénage de turbine, le troisième étant situé sous le ventre à l'arrière du moteur. Le contrôle de vitesse est effectué automatiquement en régulant l'injection de carburant. Un régulateur thermique peut accepter de légers surrégimes mais sur de courtes périodes.

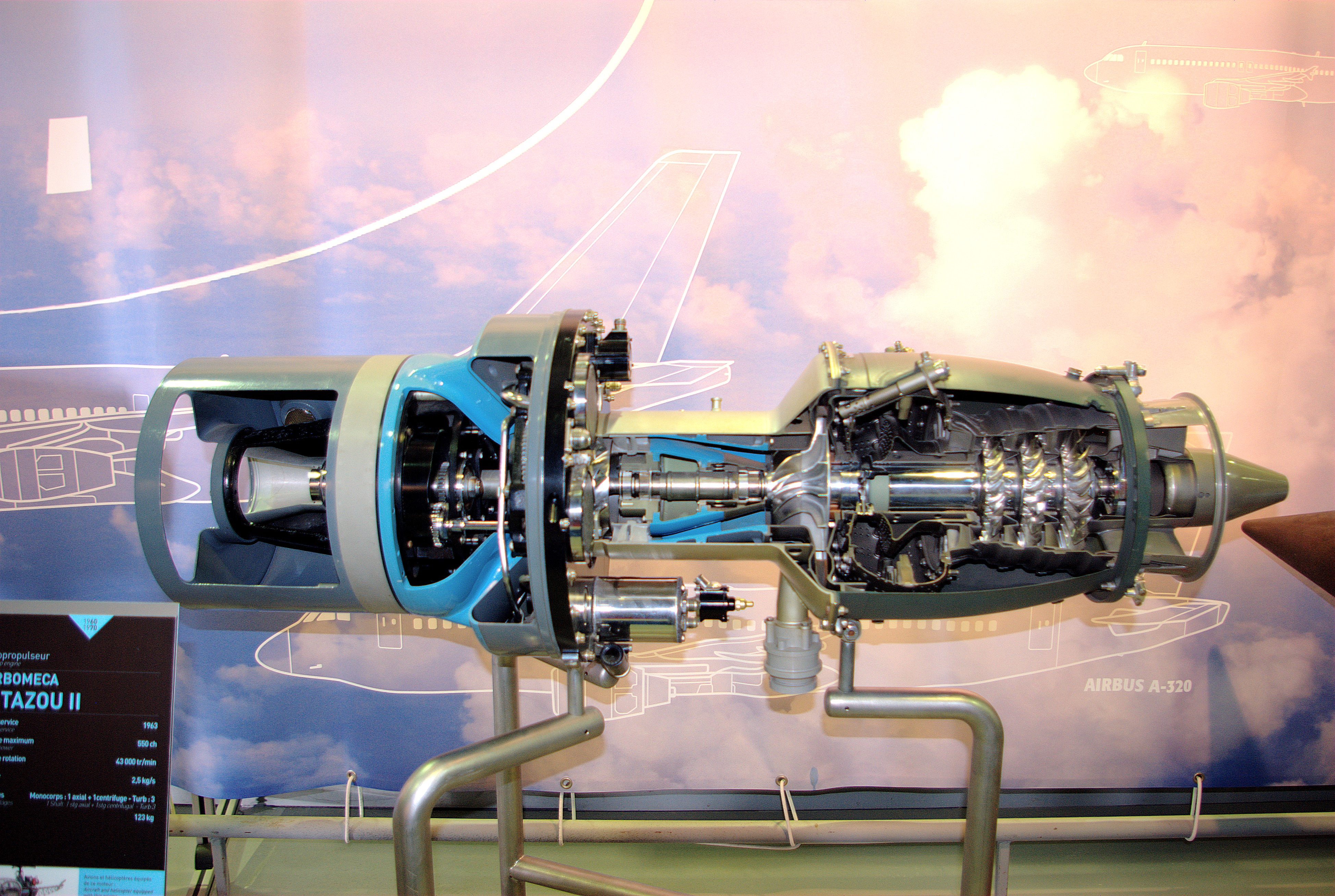
Un turbomoteur Astazou II en coupe, exposé au musée Safran, en 2015.

### Spécifications techniques de quelques modèles
| Version                        | Astazou II      | Astazou IIA     | Astazou IIIC2/N2 | Astazou X       | Astazou XIVB/F  | Astazou XIVH    | Astazou XIVM    |
| ------------------------------ | --------------- | --------------- | ---------------- | --------------- | --------------- | --------------- | --------------- |
| Puissance maximale sur l'arbre | 390 kW (523 ch) | 390 kW (523 ch) | 480 kW (644 ch)  | 465 kW (624 ch) | 440 kW (590 ch) | 440 kW (590 ch) | 440 kW (590 ch) |
| Longueur                       | 1 810 mm        | 1 427,5 mm      | 1 433,5 mm       | 1 912 mm        | 1 434 mm        | 1 470 mm        | 1 474 mm        |
| Diamètre                       | 460 mm          | 460 mm          | 460 mm           | 460 mm          | 460 mm          | 460 mm          | 460 mm          |
| Largeur                        |                 | 516 mm          | 483 mm           |                 | 520 mm          | 500 mm          | 460 mm          |
| Hauteur                        |                 | 560 mm          | 508 mm           |                 | 623,5 mm        | 565 mm          | 570 mm          |
| Masse                          | 123 kg          | 142 kg          | 150,3 kg         | 128 kg          | 160 kg          | 160 kg          | 160 kg          |
| Débit d'air                    | 2,5 kg/sec      |                 |                  |                 |                 |                 |                 |
| Taux de compression            | 6 : 1           |                 |                  | 7,5 : 1         | 8 : 1           | 8 : 1           | 8 : 1           |

## Versions
- Astazou I : Première version du moteur, démarrée pour la première fois en 1957 ;
- Astazou II : Un étage de compresseur axial plus un centrifuge, chambre de combustion annulaire, turbine à trois étages ;
- Astazou IIA
- Astazou III
- Astazou IIIA
- Astazou IIIC
- Astazou IIIC2
- Astazou IIIN
- Astazou IIIN2
- Astazou X : Les versions X et suivantes se voyaient ajouter un deuxième étage de compresseur axial[2] ;
- Astazou XII
- Astazou XIV : Deux étages de compresseur axiaux plus un étage centrifuge[2], chambre de combustion annulaire, turbine à trois étages. Boîte à engrenages intégralement montée à l'avant du moteur[2] ;
- Astazou XIVB
- Astazou XIVD
- Astazou XIVC
- Astazou XIVH
- Astazou XIVM
- Astazou XVI
- Astazou XVIII
- Astazou XVIIIA
- Astazou XX : Les versions X et suivantes se voyaient ajouter un troisième étage de compresseur axial[4], augmentant encore le taux de compression ;
- Astazou XXB
- Turbomeca-Agusta TA.230 : Une version simplifiée construite par l'Italien Agusta ;
- Rolls-Royce Turbomeca AZ14 : L’Astazou XIV mis sur le marché par Rolls-Royce Turbomeca International Ltd. ;
- Rolls-Royce Turbomeca AZ16 : L’Astazou XIV mis sur le marché par Rolls-Royce Turbomeca International Ltd..

## Applications

### Appareils à voilure fixe

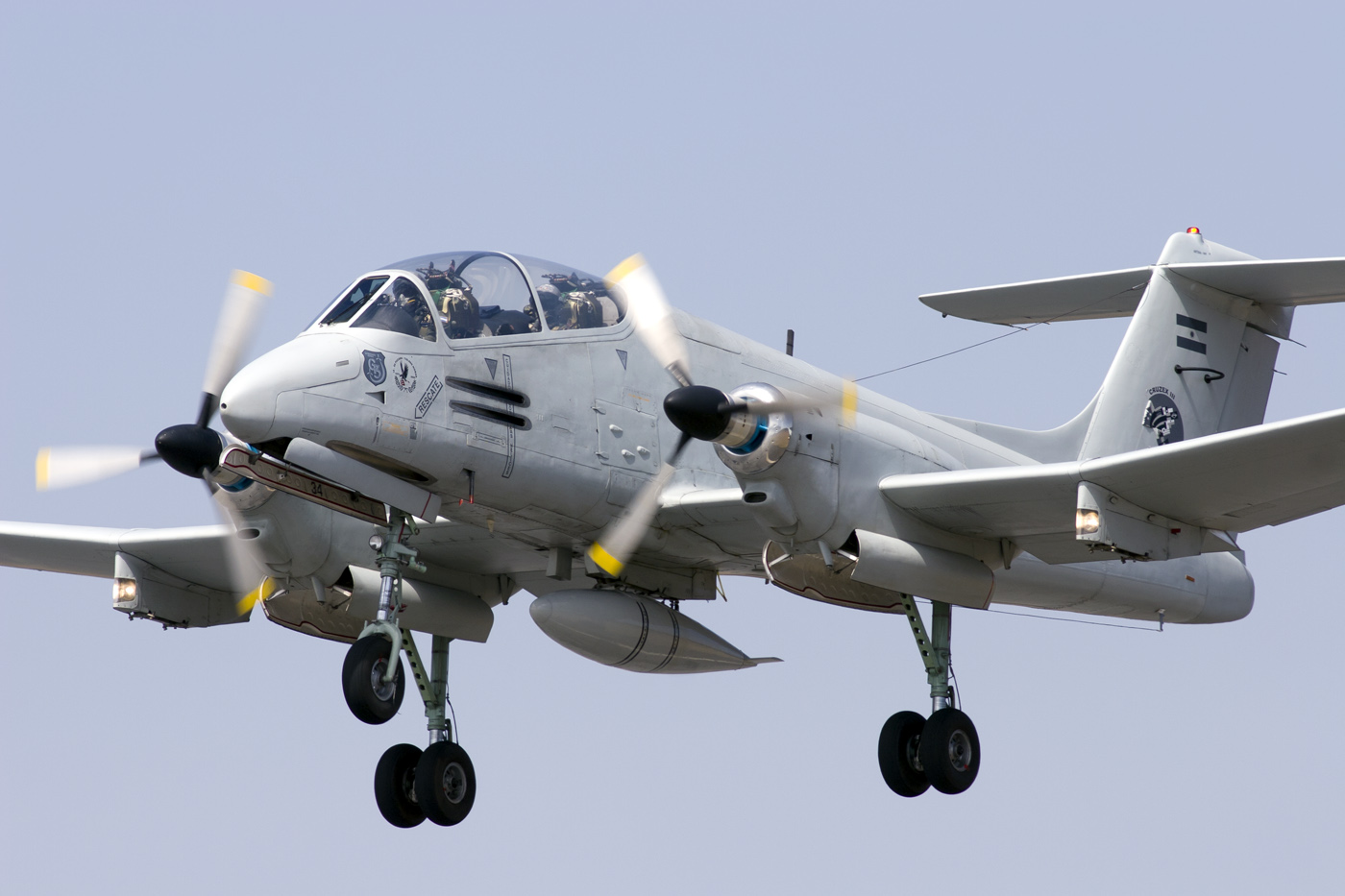
Un FMA IA-58 Pucará à l'atterrissage, à Anápolis (Brésil), en 2006. Cet avion était propulsé par deux turbopropulseurs Astazou.

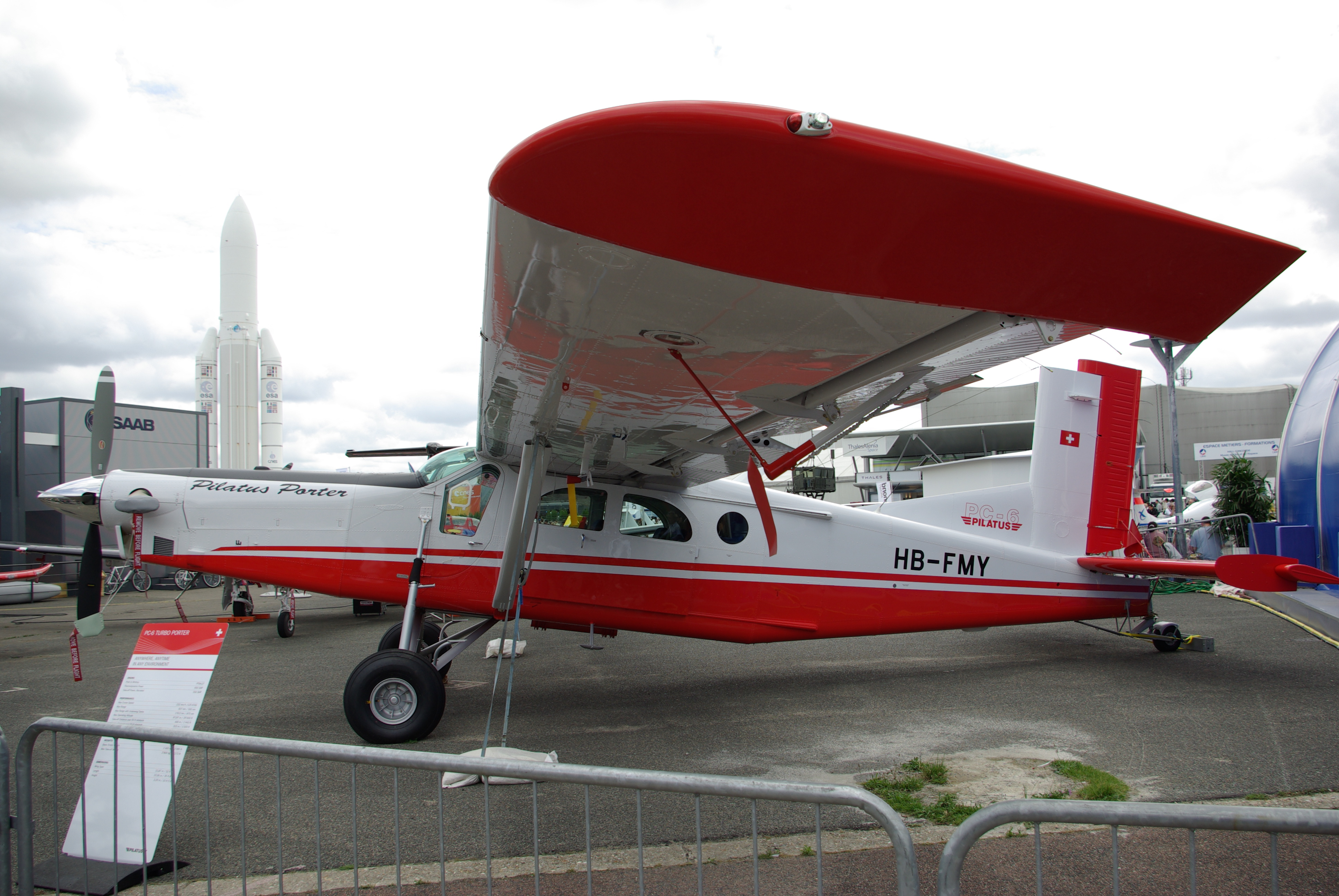
Les quarante-deux exemplaires du Pilatus PC-6/A Turbo-Porter ont été équipés de turbopropulseurs Astazou (versions (PC-6/A, PC-6/A1 et PC-6/A2). Ici en image, un Pilatus PC-6/B2-H4P Turbo Porter de 2007 équipé d'un moteur Pratt & Whitney Canada.

- Dassault MD.410 Spirale : Deux Astazou XIVD de 920 ch (676,56 kW) ;
- Dassault MD.320 Hirondelle Deux Astazou XIVD de 920 ch (676,56 kW) ;
- Dornier Do27T-l : Un Astazou II de 562 ch (419 kW) ;
- FMA IA-58 Pucará[3],[4] : Deux Astazou XVIG de 978 ch (729 kW) ;
- Handley Page Jetstream 2 (en)[4] : Deux Astazou XVI C2 de 965 ch (720 kW). Leur compacité, leur consommation maîtrisée et leur masse contenues a permis aux Astazou d'être choisis à la place de moteurs célèbres tels que les Pratt & Whitney PT-6A, Garrett TPE331 ou Bristol Siddeley Gnome[6] ;
- Mitsubishi MU-2 : Deux Astazou IIK de 715 ch (525,8 kW) ;
- S.F.E.R.M.A.-Nord 1100 Noralpha : Un Astazou II de 545 ch (406 kW) ;
- Pilatus PC-6/A Turbo-Porter :
  - PC-6/A Turbo-Porter : Un Astazou IIE ou IIG de 523 ch (390 kW), 35 exemplaires construits ;
  - PC-6/A1 Turbo-Porter : Un Astazou XII de 573 ch (427 kW), 6 exemplaires construits ;
  - PC-6/A2 Turbo-Porter : Un Astazou XIVE ou IIG de 573 ch (427 kW), 1 exemplaire construit ;
- Potez 840 : Quatre Astazou II de 573 ch (427 kW) ;
- Potez 842 : Quatre Astazou XII de 600 ch (447 kW) ;
- SFERMA SF-60 Marquis : Deux Astazou X de 600 ch (441,24 kW) ;
- SFERMA PD-146 Marquis : Deux Astazou IIA de 530 ch (389,76 kW) ;
- Short SC.7 Skyvan series II : Deux Astazou XII de 520 ch (332,41 kW) ;
- SIPA S-2510 Antilope (en) : Un Astazou X de 665 ch (495 kW) ;
- IAI Arava : Deux Astazou XIV de 850 ch (630 kW) ;
- UV-23A Dominion Skytrader (en) : Deux Astazou XIV de 850 ch (630 kW).

### Hélicoptères

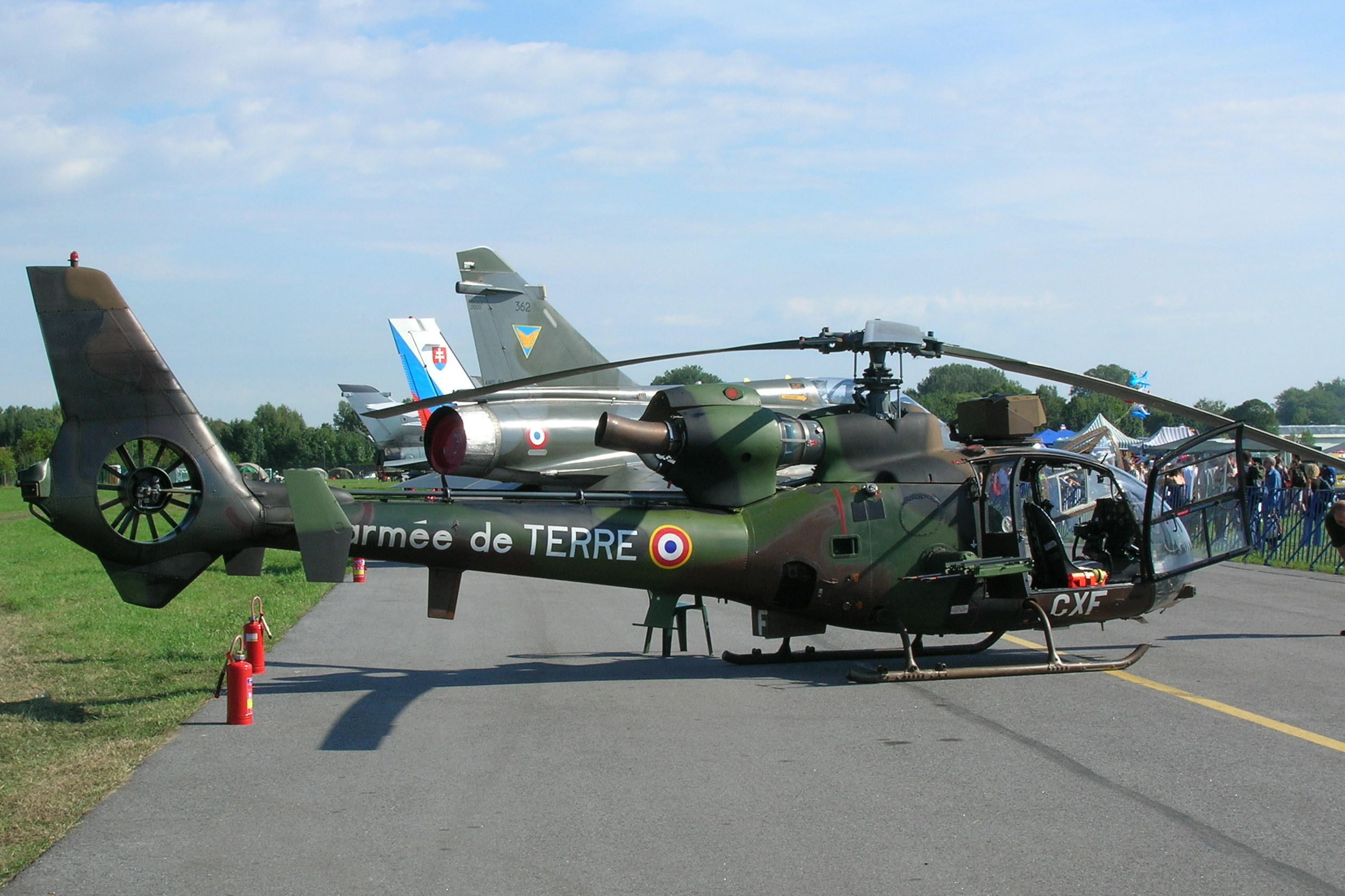
Une Gazelle de l'Armée de Terre française, en 2005. Le turbomoteur est très visible, sur le toit de l'appareil.

- SNCASE SA.318C Alouette II Astazou[2] : Un Astazou IIA de 554 ch (413 kW), détaré à 360 ch (264,7 kW) ;
- Sud-Aviation SA.319B Alouette III[2] : Un Astazou XIV de 870 ch (649 kW), détaré à 660 ch (447 kW) ;
- Sud-Aviation SA340/341/342 Gazelle[2],[7] :
  - SA.341.1001 (premier exemplaire) : Un Astazou IIIA ;
  - SA.341B et C : Un Astazou IIIN2 ;
  - SA.341F : Un Astazou IIIF ;
  - SA.341G : Un Astazou IIIA de 590 ch (440 kW) ;
  - SA.341H : Un Astazou IIIB ;
  - SA.342J, K, L et M : Un Astazou XIV de 870 ch (649 kW).
- Agusta A.105 : Un Turbomeca-Agusta TA-230 de 275 ch (205 kW) ;
- Agusta A.106 : Un Turbomeca-Agusta TA-230 de 300 ch (224 kW) ;
- Agusta A.115 : Un Astazou II de 480 ch (360 kW) ;
- Sud-Aviation SA.365 Dauphin :
  - SA.360C : Un Astazou XVIIIA de 1 050 ch (783 kW) ;
  - SA.360H : Un Astazou XXB de 1 400 ch (1 040 kW) ;
  - SA.361H : Un Astazou XX de 1 300 ch (696 kW)[4].
- Déchaux Hélicop-Jet : Un Astazou II.

### Navires
- Chasseur de mines de classe Tripartite : Trois Astazou IVM1 ;
- Porte-avions Charles de Gaulle : Astazou IVM3[8].

### Trains
- Rame à turbine à gaz (SNCF) : Deux Astazou IVA (320 kW).